# Happstafjärden
Happstafjärden är en sjö i Örnsköldsviks kommun i Ångermanland och ingår i Moälvens huvudavrinningsområde. Sjön är 20,5 meter djup, har en yta på 2,03 kvadratkilometer och befinner sig 0 meter över havet. Happstafjärden ligger i Moälven Natura 2000-område. Sjön avvattnas av vattendraget Moälven (Åselån).

## Galleri

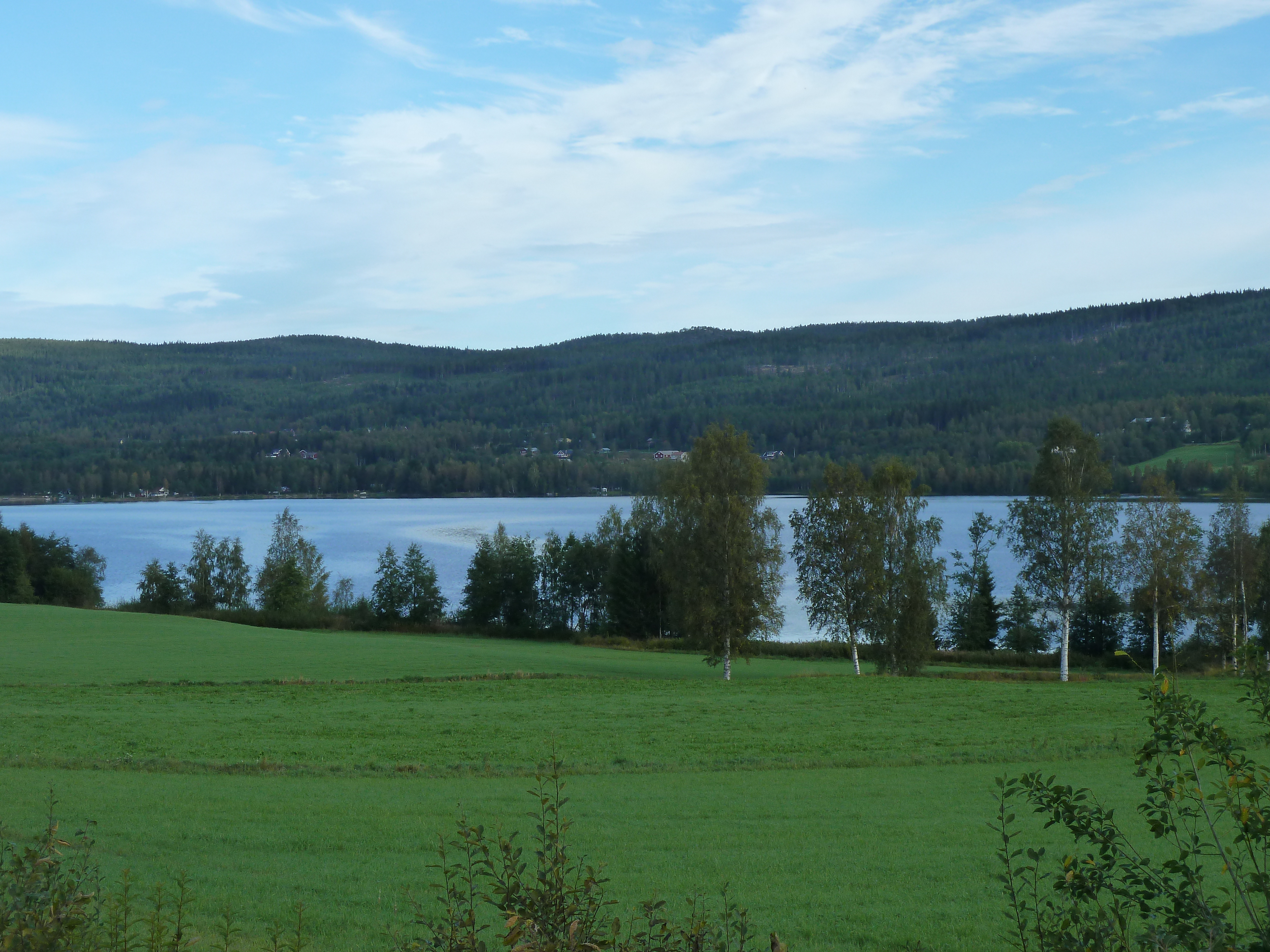
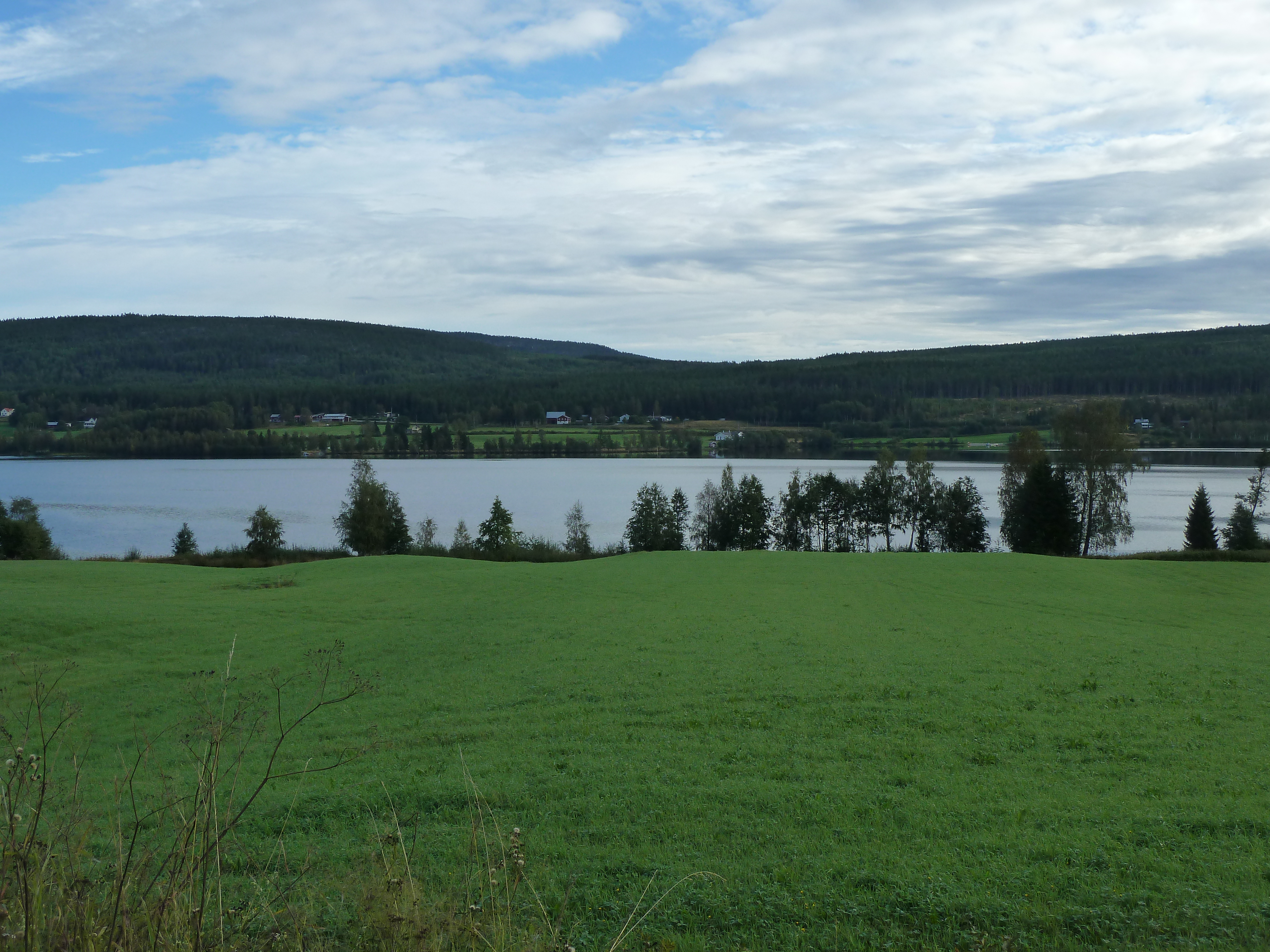

## Delavrinningsområde
Happstafjärden ingår i det delavrinningsområde (702961-163698) som SMHI kallar för Utloppet av Haffstafjärden. Medelhöjden är 118 meter över havet och ytan är 22,7 kvadratkilometer. Räknas de 255 avrinningsområdena uppströms in blir den ackumulerade arean 2 191,05 kvadratkilometer. Avrinningsområdets utflöde Moälven (Åselån) mynnar i havet. Avrinningsområdet består mestadels av skog (70 procent). Avrinningsområdet har 2,34 kvadratkilometer vattenytor vilket ger det en sjöprocent på 10,3 procent. Bebyggelsen i området täcker en yta av 0,55 kvadratkilometer eller 2 procent av avrinningsområdet.